# Тафтиляу
«Тафтиляу» («Тевкелев», тат.  и баш. Тәфтиләү) — башкирская и татарская народная песня, узун-кюй. Является продуктом творчества обоих народов. В районе, где проживают башкиры, узун-кюй «Тефтеляу» звучит как типично башкирская песня, в татарском районе — как татарская.

## История
… Покрыл лицо утеса чёрный лес

Под ветром он ревет порой ночной.  

Слова проклятья врезал я в скалу . 

Пускай же их прочтёт потомок мой.

… Через кипучую Агидель 

Не найдут Тевкелевы брод, 

Надежду мужчин-джигитов

Тевкелевы не погасят.
Народная песня «Тевкелев» и её варианты были впервые записаны этнографом С. Г. Рыбаковым и опубликованы в книге «Музыка и песни уральских мусульман с очерком их быта». Несколько разных вариантов песни были записаны Г. С. Альмухаметовым, Х. Ф. Ахметовым, М. А. Бурангуловым, Р. Л. Габитовым, Л. Н. Лебединским, Ф. А. Надршиной, А. И. Оводовым, К. Ю. Рахимовым, И. В. Салтыковым и др.
Названа по имени генерал-майора русской армии Кутлу-Мухаммеда Тевкелева (Мирза Кутлумухамет), принимавшего участие в подавлении башкирского восстания 1735—1736 годов. При подавлении восстания применялись казни, сжигались аулы. Об этом повествуется в песне. Народ выразил в ней свой гнев и осуждение душителю свободы.
В одном из вариантов слов песни упоминаются имена предводителей восстаний Акая Кусюмова и Кильмяка Нурушева.

## Характеристика
Песня имеет лирико-драматический характер. Её мелодия отличается переменностью метро-ритмической структуры, пентатоникой мажорного наклонения. Песня орнаментирована внутрислоговым опеванием, что придает мелодии красочность, выразительность, широту распева.

## Исполнители
Песня в репертуаре музыкантов А. М. Аиткулова, Р. Г. Буляканова, А. Д. Искужина, Р. Р. Карабулатова. На татарском песню можно услышать в исполнении Ильгама Шакирова, Хайдара Бигичева и Альберта Асадуллина

## Использование
Обработки песни для голоса и фортепиано проводились композитором А. М. Кубагушевым, для курая — Г. З. Сулеймановым.
На основе мелодии народной песни «Тафтиляу» поэт Габдулла Тукай написал новую песню.